# Schlacht um Höhe 776
Die Schlacht um die Höhe 776 fand während des Zweiten Tschetschenienkriegs im Frühjahr 2000 ca. 3,5 km südöstlich der tschetschenischen Ortschaft Ulus-Kert statt. Es war eine militärische Auseinandersetzung zwischen einer Kompanie Fallschirmjäger der Russischen Föderation und den zahlenmäßig deutlich überlegenen Einheiten, die sich aus Resten der Truppen der selbsternannten Tschetschenischen Republik Itschkeria und sie unterstützender ausländischer Mudschaheddin gebildet hatten.
Im Zuge der Kampfhandlungen gelang es den Rebellen, unter hohen eigenen Verlusten eine russische Kompanie der Luftlandetruppen und sie unterstützende Einheiten zu besiegen, die Entsatzversuche anderer russischer Einheiten abzuweisen und schließlich ihrer geplanten Einkreisung durch russische Einheiten zu entkommen.
Obwohl das Gefecht nur eines von mehreren in der Umgebung von Ulus-Kert in diesem Zeitraum war, erlangte es infolge der hohen Verluste und durch widersprüchliche Schilderungen zum Ablauf ein hohes Maß an Bekanntheit in der russischen Öffentlichkeit.

## Vorbereitungen für den Angriff auf Ulus-Kert
Nach Berichten, dass sich nach der verlorenen Schlacht um Grosny aus der Hauptstadt vertriebene Kämpfer, dem Argun-Fluss folgend, bei Ulus-Kert – 20 Kilometer südsüdwestlich von Schali – sammelten, plante das russische Oberkommando eine Offensive, um die Kontrolle über das Gebiet zu gewinnen und die Rebellen auszuschalten. Der Plan sah vor, die gegnerischen Verbände einzuschließen, um sie anschließend zur Aufgabe zu zwingen.
Da sich die Region südöstlich von Ulus-Kert aus bergigem Gelände ohne Siedlungen oder ausgebaute Straßen zusammensetzt, sahen die Planungen des russischen Oberkommandierenden, Generaloberst Troschew, hier in der ersten Phase den Einsatz kleiner, beweglicher Luftlandeverbände vor, die in dem Gelände Schlüsselstellungen an strategisch wichtigen Punkten besetzen sollten, um das Entkommen gegnerischer Kämpfer durch die Bergregionen zu verhindern und vermutete Nachschubwege der Rebellen aus Georgien abzuschneiden. Die Hauptlast des Angriffs auf Ulus-Kert sollte anschließend in einer zweiten Phase von besser bewaffneten Einheiten aus dem Norden getragen werden.
Am 22. Februar 2000 drangen russische Luftlandetruppen in die Ebene östlich von Ulus-Kert ein, besetzten das Dorf Machkety und richteten Stellungen bei Selmentausen ein. Der Weg aus Ulus-Kert nach Osten drohte so blockiert zu werden. Die Stadt Schatoi, Verwaltungssitz des Schatoiski rajon, wurde nach schweren Kämpfen am 28. Februar von regulären russischen Truppen besetzt. Damit war die aus dem Raum Ulus-Kert nach Süden verlaufende Hauptstraße R-305 ebenfalls für die Rebellen nicht mehr zu benutzen.
Der Ausweg für die weitgehend eingeschlossenen Verbände – bestehend aus Rebellen und ausländischen Mudschaheddin –, der am sinnvollsten schien, war trotz der russischen Präsenz der Weg nach Osten, da sie dort in der Bergregion um Wedeno noch über ein Netz von einigen Stützpunkten verfügten, das eine größere Zahl an Kämpfern unterhalten konnte und zudem die Möglichkeit bot, sich in Richtung Dagestan oder Georgien abzusetzen.
Diese Möglichkeit wurde von Generaloberst Troschew aber als unwahrscheinlich betrachtet. Die schweren Verluste, die Teile der Rebellentruppen nur Wochen zuvor beim Ausbruch aus Grosny und in den Kämpfen der letzten Tage erlitten hatten, die schlechte Versorgungslage des Gegners und das unwegsame Gelände, das zu durchqueren wäre, ließen ihn eine Offensivaktion von größeren Verbänden nicht vermuten. Noch am 29. Februar 2000 sagte er gegenüber der Presse, dass keine größeren „Banden“ mehr existierten.
So erteilte sein Stab den Luftlandetruppen des 104. Regiments der 76. Division am 26. Februar den Befehl, im Verlauf des 29. die Höhen 705.6 / 626 und 787. südöstlich von Ulus-Kert zu besetzen und den Durchbruch feindlicher Kämpfer in Richtung Selmentausen, Elistanschi, Machkety und Kirow-Jurt zu verhindern.
Das 104. Regiment verfügte über drei Bataillone mit je drei Kompanien, durchnummeriert von 1 bis 9, und ein Artilleriebataillon, von dem zwei Panzermörser 2S9 Nona-S verfügbar waren. Jeder Kompanie war zusätzlich eine Aufklärungsgruppe der SpezNas angegliedert.

## Der Ausbruch

Karte des Geländes mit den Bezeichnungen markanter Punkte

Mit der sich deutlich abzeichnenden Umzingelung und ohne Aussicht auf Unterstützung von außen entschied sich ein Teil der eingeschlossenen Kämpfer am oder um den 28. Februar zum Ausbruch nach Südosten. Der übrige Teil der Rebellentruppen, unter Führung von Ruslan Gelajew, ging in Richtung Nordwesten nach Komsomolski.
Nachdem zunächst Tauwetter den Schnee in der Gegend teilweise geschmolzen und die oberen Bodenschichten in Matsch verwandelt hatte, verschlechterte sich das Wetter in der Nacht vom 27. auf den 28. Februar. Es fiel ein halber Meter Neuschnee, und dichter Nebel lag am Morgen des 28. über der Region.
Die Kämpfer um Schamil Bassajew benutzten einen Weg, der aus Ulus-Kert nach Südosten in die Berge führt. Jeder Kämpfer trug Winterbekleidung und persönliche Ausrüstung, während Lebensmittel, schwere Waffen und Munition von einer Kolonne aus Tragtieren transportiert wurden. Einige Kämpfer waren auch zu Pferd unterwegs.
In der Nacht von 28. auf den 29. besserte sich das Wetter wieder, und der Schnee begann zu schmelzen, so dass der feste Untergrund wieder matschig wurde.
Die 3. Kompanie hatte sich bereits am 27. östlich von Ulus-Kert auf den Höhen 666.0 und 574.9 eingegraben und traf am 29. als erste Einheit auf gegnerische Kämpfer. Deren Spähtrupps wurden von den russischen Fallschirmjägern an diesen Stellungen abgewiesen, so dass sich die Rebellen nicht durch die Schlucht des Abazulgol-Flusses bewegen konnten, sondern einen anderen Weg nach Osten suchen mussten.
Das 2. Bataillon des 104. russischen Garde-Luftlanderegiments der 76. Luftlandedivision war am Morgen des 28. von Machkety nach Selmentausen marschiert. Oberst Melentjew, der Kommandeur des 104., entschied nun am Morgen des 29., dass die 6. Kompanie des Regiments ihre bisherige Stellung östlich des Abazulgol-Flusses verlassen und eine Position auf einem Höhenrücken, nahe der Höhe 776, besetzen sollte. So sollte verhindert werden, dass gegnerische Einheiten in den Bergen unbehelligt über schmale Pfade durch den Umschließungsring sickern konnten. Die 4. Kompanie sollte zum selben Zweck Höhe 787 besetzen, die rund 2 Kilometer südlich von 776 liegt.
Die Höhe 776.0, deren Bezeichnung sich aus der Höhenangabe in Metern auf russischen Karten ableitet, befindet sich nur drei Kilometer südlich der Kampfzone, in der kurz zuvor die 3. Kompanie den Rebellenvorstoß abgewiesen hatte. Da der Kompaniechef der 6., Major Molodow, erst kurz zuvor in die Einheit versetzt worden war, übernahm der Kommandeur des 2. Bataillons, Oberstleutnant Mark Jewtjuchin, für diesen Einsatz das Kommando über die Kompanie. Hauptmann Wiktor Romanow, der als Verbindungsoffizier zur Artillerie des 104. Regiments fungierte und zum Stab des 2. Bataillons gehörte, begleitete die Kompanie ebenfalls.
Die Kompanie hatte drei Züge, zwei normal bewaffnete und einen mit Maschinengewehren und Granatwerfern ausgerüsteten Zug. Unterstützt wurde die Kompanie von einer Gruppe Speznas-Soldaten.
Die russischen Fallschirmjäger der 6. Kompanie mussten rund 15 Kilometer von ihrer Ausgangsstellung bis zur Höhe 776 marschieren. Sie durchquerten den schnell fließenden, aber flachen Abazulgol an einer Furt und nahmen einen schmalen Trampelpfad in Richtung der Höhe 776. Die durchgängig dicht bewaldete Höhe und ihre Umgebung boten keine Möglichkeit, Hubschrauber landen zu lassen. Deshalb waren die Soldaten bei ihrem Marsch mit schwerer Ausrüstung für den Bau von Stellungen, mit Zelten, gusseisernen Heizöfen, Waffen, Minen und allerlei persönlicher Ausrüstung beladen, da sie ihre neue Position längere Zeit besetzt halten sollten. Einzelne Soldaten kamen so zum Teil auf bis zu 50 kg Gepäck. Zudem verfügten sie nur über einfache Funkgeräte, mit denen Funksprüche nicht verschlüsselt werden konnten.
Die Gruppen der Kompanie kamen lediglich langsam voran und konnten auf den engen Pfaden an den Hängen nur einer nach dem anderen marschieren, so dass sie sich auf eine immer längere Strecke verteilten. Lediglich ein Trupp wurde mit leichtem Gepäck zur Aufklärung vorgeschickt. Die Marschgeschwindigkeit der Kompanie lag bei 1 km pro Stunde. Der Aufklärungstrupp der Kompanie erreichte die Höhe 776 und fand sie unbesetzt vor. Die ersten Teile der Kompanie trafen erst ab 11:20 Uhr bei der Höhe ein, während fünf Soldaten des Aufklärungstrupps weiter auf dem Höhenrücken vorgingen, um Höhe 705,6 zu erkunden.

## Die Schlacht um Höhe 776

Karte mit den Bewegungen russischer Truppen (rot) und tschetschenischer Rebellen (grün) während der Schlacht bis zum Einsickern der Rebellen in Richtung Selmentausen

Die Masse der 6. Kompanie traf gegen 12:00 Uhr bei 776 ein, die letzte der Marschgruppen war zu diesem Zeitpunkt jedoch noch weit entfernt. Die Soldaten sammelten sich am westlichen Fuß der Höhe, fingen an, eine nach Westen gerichtete Verteidigungslinie entlang des Höhenrückens einzurichten und begannen – nach einigen Berichten – sich Essen zu kochen.
In der Nähe von 705,6 angekommen, geriet der Aufklärungstrupp um etwa 12:30 Uhr in ein Feuergefecht mit rund 20 Rebellen. Die erkannten die Schwäche des russischen Trupps, setzten ihn sofort unter Druck und begannen, die russischen Soldaten einzukreisen. Um der Umschließung zu entgehen, zogen sich die fünf russischen Soldaten in Richtung Höhe 776 zurück. Die kampferfahrenen Rebellen behielten die Initiative und verfolgten die Flüchtenden, unterbrochen von Schusswechseln, bis zu deren Ausgangsstellung.
Major Moldow, eigentlich Kompaniechef der 6., ging mit einigen Männern den Soldaten des Aufklärungstrupps entgegen, um sie zu unterstützen, wurde aber in einem Feuergefecht mit den Verfolgern des Trupps tödlich verwundet. Aufgefangener Funkverkehr auf Ultrakurzwelle zwischen Chattab und Schamil Bassajew, der als Folge seiner schweren Verwundung nicht persönlich an dem Gefecht teilnahm, deutet darauf hin, dass die Kämpfer bis zu diesem Zeitpunkt nichts von Fallschirmjägern in der Gegend gewusst hatten. Den abgehörten Funksprüchen zufolge entschied Chattab, die russischen Truppen anzugreifen, während Bassajew zunächst für eine Umgehung der Stellung bei 776 plädiert hatte.
Die erste, rund 160 Mann starke Rebellentruppe unter dem Kommando von Chattab teilte sich und umging Höhe 776 auf beiden Seiten. Aufgeteilt in Gruppen zu rund 50 Kämpfern schloss sie die Fallschirmjäger ein. Kurze Zeit später traf die Masse der Rebellen ein. Deren Gesamtzahl ist umstritten; Angaben schwanken, je nach Quelle, zwischen 1.500 und 2.500 Kämpfern.
Die noch fehlende Gruppe der Fallschirmjägerkompanie wurde noch auf der Marschstrecke überrascht und von den Rebellen überrannt, bevor sie sich mit dem Rest der Kompanie vereinigen konnte.
Nachdem sie die Positionen der russischen Fallschirmjäger erkannt hatten, begannen die Rebellen, sie unter Granatwerferfeuer zu nehmen, um sie daran zu hindern, sich einzugraben. Der Beschuss endete erst, als sich ihre Kämpfer bis zu den Stellungen der Fallschirmjäger vorgearbeitet hatten und der eigentliche Angriff begann.
Beschossen mit Maschinengewehren, Scharfschützengewehren und Panzerfäusten, zogen sich die überlebenden Fallschirmjäger gegen Tagesende mit ihren Verwundeten auf die Spitze von Höhe 776 zurück und ließen dabei einen Teil ihrer Ausrüstung, wie Lebensmittel und Schlafsäcke, am Hang zurück.
Die Fallschirmjäger forderten per Funk über den sie begleitenden Artillerieoffizier Hauptmann Romanow ihrerseits Artilleriefeuer von den beiden Panzermörsern 2S9 Nona-S ihres Luftlanderegimentes an, das gegen Nachmittag des 29. Februar einsetzte und nach Aussage des Kommandeurs der Artillerie, Oberstleutnant Alexander Taustika, letztlich den gesamten Munitionsvorrat verschlang.
General Troschew schildert dieses Thema in seinen Erinnerungen so: «1200 (!) снарядов “высыпали” артиллеристы 104-го полка в район высоты 776,0 с полудня 29 февраля до раннего утра 1 марта […];» (deutsch: „1.200 Granaten „schütteten“ die Artilleristen des 104. Regiments in die Gegend von Höhe 776,0 vom Nachmittag des 29. Februar bis in die frühen Stunden des 1. März […];“)
Über die Effektivität dieser Artillerieunterstützung kann aber keine Aussage gemacht werden.
31 Soldaten der 6. Kompanie waren am ersten Tag getötet worden, was fast der Hälfte der Gesamtstärke der Einheit entspricht.
Die Rufe der Kompanie über Funk waren nicht verschlüsselt und konnten von den Kämpfern der Rebellen mitgehört werden. Ein Entsatzversuch von zwei Zügen der Speznas-Spezialeinheit scheiterte dann auch, als diese Soldaten, lange bevor sie Höhe 776 erreichten, beim Überqueren des Abazulgol-Flusses an eine Riegelstellung östlich von Ulus-Kert gerieten und sich unter dem Feuer der Rebellen zurückziehen mussten.
Um 3:00 Uhr gelang es dann doch einem Zug mit 15 Soldaten der 4. Kompanie – unter Führung des stellvertretenden Bataillonskommandeurs Major Alexander Dostawalow (er war bis 1999 Kompaniechef der 6.) – den Umschließungsring von Süden kommend zu durchbrechen und zur 6. Kompanie zu gelangen. Der Zugführer, ein Leutnant, wurde bei der Aktion getötet, der Major schwer verwundet. Gegen 5:00 Uhr, am Morgen des 1. März 2000, intensivierten die Rebellen ihre Angriffe wieder, nachdem sie seit Mitternacht zunächst keine Kämpfer mehr auf die Höhe geschickt hatten. Die Kompanie forderte zur Abwehr dieses Angriffs Artilleriefeuer auf Ziele an, die nur noch 50 Meter von den eigenen Stellungen entfernt lagen.
Um 6:00 Uhr drängte eine Angriffswelle die überlebenden Fallschirmjäger auf engstem Raum zusammen. Zwei russische Mi-24-Kampfhubschrauber, die am Morgen in der Umgebung der Höhe kreisten, mussten abdrehen, nachdem sie von den Rebellen aus dem Wald mit schweren Maschinengewehren beschossen wurden.
Die Stellung der letzten Fallschirmjäger wurde vermutlich gegen 6:50 Uhr bei einem erneuten Angriff überrannt und die wenigen Überlebenden im Nahkampf getötet.
Am Morgen des 2. März erreichten Teile der 1. Kompanie des 1. Bataillons die Höhe 776 und fanden nur noch Tote vor. Nach Warnung vor weiteren Rebelleneinheiten in der Gegend konnten die Leichen der Fallschirmjäger erst zwei Tage später geborgen werden.

### Der letzte Funkspruch

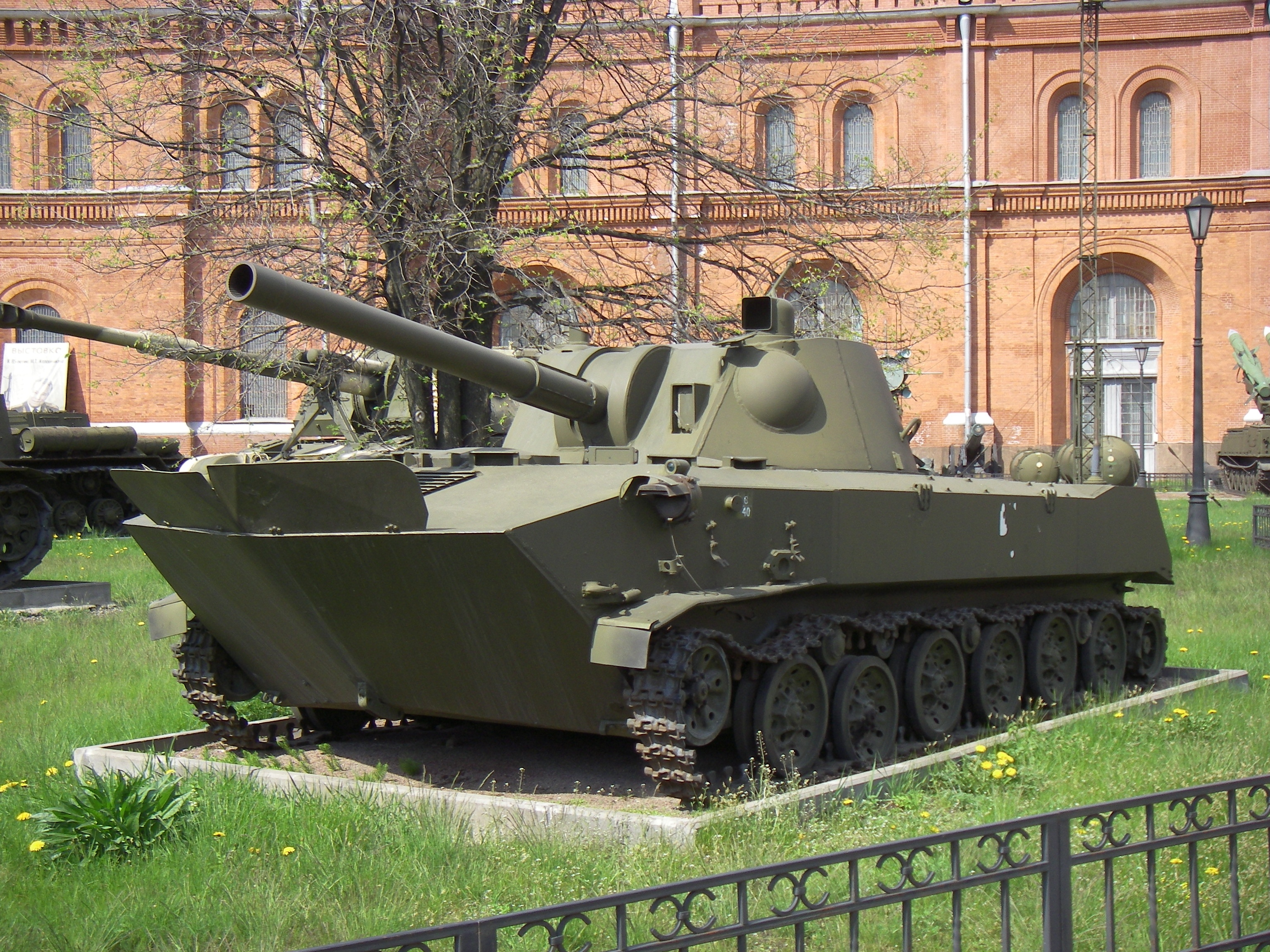
Ein 2S9-Panzermörser. Als Steilfeuerwaffe für den Einsatz in gebirgigem Gelände geeignet, lieferten Waffen dieser Bauart die Artillerieunterstützung für die 6. Kompanie.

Um den letzten Funkspruch der Eingeschlossenen, gegen 6:10 Uhr, gibt es kontroverse Darstellungen. Nachdem die Information verbreitet wurde, einige der russischen Soldaten seien durch eigenes Artilleriefeuer getötet worden, wird in mehreren Quellen der letzte Funkspruch als die Anforderung von Artilleriefeuer auf die eigene Stellung geschildert, entweder durch Oberstleutnant Jewtjuchin oder von Hauptmann Romanow.
Auf der Website der Tageszeitung Iswestija wird der Wortlaut des letzten Funkspruchs, hier durch Hauptmann Romanow, in einem Artikel vom August 2001 folgendermaßen wiedergegeben: «Прощайте, мужики. Высота занята боевиками. Огонь по высоте 776!» (deutsch: „Lebt wohl Jungs, die Höhe ist von Militanten besetzt. Feuer auf Höhe 776!“)
Der Journalist Wladimir Swartsewitsch wertete kurze Zeit später die Aufzeichnungen des Funkverkehrs aus.
Nach Swartsewitsch war der Wortlaut des letzten Funkspruchs: «Вы козлы, вы нас предали, суки!» (deutsch: „Ihr Hornochsen, ihr habt uns verraten, Hurensöhne!“)

## Verluste und Folgen

### Verluste

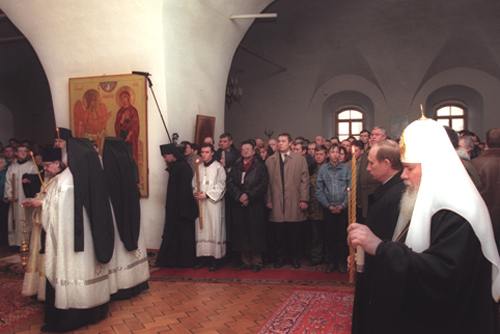
Patriarch Alexius II. und Wladimir Putin bei einem Gedenkgottesdienst für die getöteten Soldaten am 14. März 2000 in Moskau

Sechs Fallschirmjäger überlebten das Gefecht und wurden von der 1. Kompanie im Tagesverlauf des 2. März aufgelesen. Zwei hatten sich versteckt, drei gaben an, auf Weisung eines Vorgesetzten vor dem letzten Angriff von der Höhe geschlichen zu sein, der sechste hatte sich nach eigenen Angaben im Verlauf des Gefechts ergeben und war nach Schlägen mit Gewehrkolben ins Gesicht von den Rebellen ausgeplündert und bewusstlos zurückgelassen worden.
84 tote russische Fallschirmjäger und Speznas-Soldaten aus der 6. und dem Zug der 4. Kompanie wurden später auf Höhe 776 und der Umgebung gefunden. Die Aufständischen sollen einen Teil ihrer Toten auf Pferdewagen abtransportiert haben, noch bevor russische Truppen das Gelände sicherten. So ist unklar, wie viele Rebellen und Mudschaheddin tatsächlich umgekommen waren. Während erste Meldungen von rund 100 getöteten Kämpfern ausgingen, berichtete Major Andrei Lobanow, der zu der Gruppe gehörte, die die Höhe einige Tage später erreichte, er habe rund 200 tote Kämpfer gezählt. In der russischen Presse wurde später ein Wert von 400 toten Rebellen und ausländischen Mudschaheddin angegeben.

### Folgen
Die Masse der Rebellentruppen entkam der drohenden Einkesselung durch die Lücke, die bei 776 entstanden war.
General Troschew schrieb in seinen Erinnerungen der 6. Kompanie zwar die Zerschlagung des Rebellenverbandes zu, aber der löste sich lediglich in kleinere Marschverbände auf. Ein Teil erreichte in einzelnen Gruppen den Raum Wedeno, wo sie sich wieder zusammenschlossen. Unter diesen Kämpfern war auch Schamil Bassajew, der in den folgenden Jahren die Verantwortung für zahlreiche Terroranschläge trug, wie 2002 die Geiselnahme im Moskauer Dubrowka-Theater oder 2004 die Ermordung Achmat Kadyrows. Chattab ging mit 500 Kämpfern ins südlich gelegene Sharo-Argun.
Eine rund siebzig Kämpfer umfassende Rebellengruppe, die der Einkreisung entkam, wurde nach russischen Angaben wenig später bei Selmentausen gefangen genommen.

## Medienkrieg
Der russische Verteidigungsminister Igor Sergejew verbot seinen Offizieren zunächst das Veröffentlichen von Informationen über Ereignisse bei Ulus-Kert, denn er hatte erst kurz zuvor den Krieg offiziell für beendet erklärt.
Noch bevor am 2. März russische Entsatztruppen die Höhe erreicht hatten, trugen Rebellen bei Höhe 776 Leichen zusammen. Der Grund war zunächst unklar, aber wenig später wurden acht Fotos, die aneinander gereihte Gruppen getöteter russischer Soldaten zeigten, auf einer pro-tschetschenisch-separatistischen Internetpräsenz hochgeladen. Ein Kamerateam des russischen Fernsehsenders Rossija 1 filmte Tage später die Leichen einzelner, getöteter Rebellen in der Umgebung der Höhe.
Die Nachrichten über die Verluste waren so nicht mehr zu unterdrücken und kamen langsam an die Öffentlichkeit. Obwohl bereits am 3. März unbestätigte Gerüchte über 86 Tote in der Presse aufkamen, erhöhte sich die Zahl der offiziell eingestandenen Todesopfer nur schleppend, so dass erst in einer Stellungnahme vom 10. März 2000 eine realistische Zahl eingestanden wurde.

## Fehler und Ursachenforschung

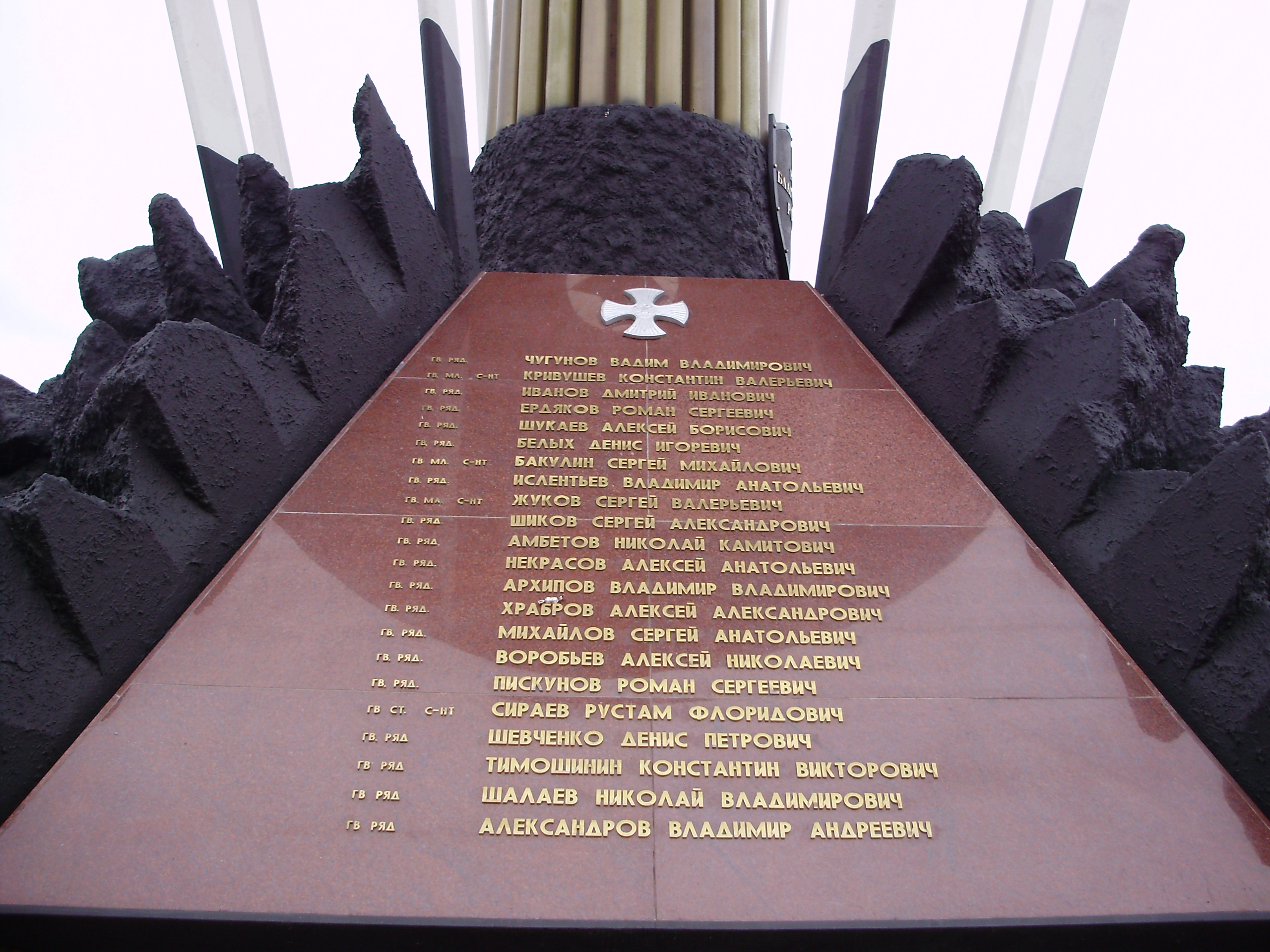
Denkmal für die Toten der 76. Luftlandedivision in Pskow. Auf die Innenseite der 20 Meter hohen Kuppel sind die Unterschriften der 84 Toten übertragen worden.

Mut und Einzelleistungen der Fallschirmjäger wurden in allen Berichten gelobt. Verteidigungsminister Igor Sergejew verglich ihre Leistung gar mit der der Soldaten von Iwan Panfilow aus dem Zweiten Weltkrieg.
Als grundlegender Fehler im Zusammenhang mit den Ereignissen vom 28. Februar bis zum 1. März 2000 wird der russischen Militärführung fehlende oder mangelhafte taktische Aufklärung vorgeworfen. Die Fallschirmjäger wurden ohne zuverlässige Informationen über Anzahl, Zustand und Absichten des Gegners in das Gebiet geschickt.
Das 104. Luftlanderegiment hätte selbst taktische Aufklärung durchführen müssen, um frühzeitig zu erfahren, was vor oder neben den Kompanien geschieht, so dass genug Zeit für entsprechende Maßnahmen gewesen wäre, sobald man die Bedrohung erkannt hätte.
Das war allerdings nicht möglich, da die russischen Truppen seit dem Verlust einer solchen Aufklärungseinheit im November 1999 keine Aufklärungseinheiten am Boden mehr einsetzen durften, solange sie sich außerhalb der Reichweite eigener Artillerie oder Luftunterstützung bewegten. Da die 2S9-Nona-Panzermörser von ihren Stellungen nahe Machkety zwar Höhe 776 erreichen, aber Ulus-Kert bereits außer Reichweite lag, war ein Aufklärungseinsatz, der bis zum Ort vorgedrungen wäre, faktisch verboten.
Die 6. Kompanie verfügte über keinen Fliegerleitoffizier der Luftwaffe, der Luftunterstützung hätte anfordern und einweisen können, so dass die Kampfhubschrauber, die das Schlachtfeld überflogen hatten, bei der schlechten Bodensicht nicht angreifen konnten.
Das Oberkommando erteilte dem Regimentskommandeur des 104. trotz mehrfacher Anfrage nicht die Erlaubnis, die 6. Kompanie zurückzuziehen. Gleichzeitig soll es den übrigen Teilen des Regiments verboten worden sein, ihre Stellungen zu verlassen, um die 6. Kompanie zu unterstützen.
Die 15 Soldaten der 4. Kompanie, die in der Nacht zur 6. stießen, handelten nach dementsprechenden Berichten befehlswidrig und waren allesamt Freiwillige. Der Bataillonskommandeur, Oberstleutnant Jewtjuchin, soll einen Unterstützungsversuch über Funk abgelehnt haben, da er befürchtete, die Truppen würden von den Rebellen aufgerieben, bevor sie seine Stellung erreichen konnten.
Beim Anmarsch auf die Höhe 776 soll die Kompanie auch ihre schweren Infanterieunterstützungswaffen mit umfangreichen Munitionsvorrat mitgenommen haben, die dazu führten, dass die Soldaten trotz hoher körperlicher Leistungsfähigkeit auch durch das bergige Gelände vollkommen erschöpft auf der Höhe ankamen und ihre Gefechtskraft schon vor Beginn des Gefechts herabgesetzt war.

## Öffentliche Wahrnehmung

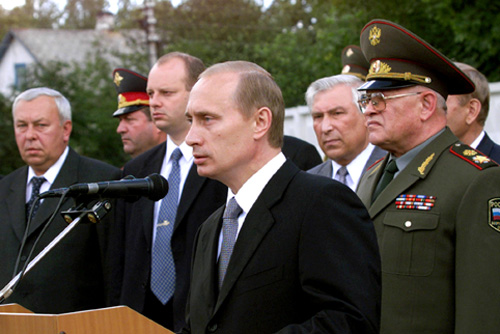
Putin während einer Gedenkveranstaltung für die Gefallenen

In Kombination mit einem Hinterhalt am 3. März 2000 nahe Grosny, bei dem eine Fahrzeugkolonne mit Teilen der Spezialeinheit OMON angegriffen wurde und mehrere Polizisten starben, führte die schleppende und widersprüchliche Informationspolitik des russischen Militärs zu massiver öffentlicher Kritik.
Präsident Wladimir Putin setzte sich in der Folge der Ereignisse medienwirksam für die Hinterbliebenen der Soldaten ein. Nachdem er zunächst am 14. März einen Gedenkgottesdienst in Moskau besucht hatte, unterzeichnete er am 21. Juli 2000 ein Dekret, mit dem er die Verwaltung von Pskow, dem Heimatstandort der 76. Luftlandedivision, anwies, ein Denkmal für die getöteten Soldaten der 6. Kompanie des 104. Garde-Luftlanderegiments der 76. Division errichten zu lassen. Gleichzeitig empfahl er allen Regierungsstellen der russischen Föderation, Aktivitäten zur Bewahrung des Gedenkens an die Soldaten zu ergreifen. Am 2. August 2000 reiste er dann nach Pskow, um bei der Enthüllung eines vorläufigen Gedenksteins zu sprechen. Das endgültige Denkmal wurde im August 2001 fertiggestellt. Eine Straße in Grosny wurde ebenfalls nach der Kompanie benannt. Nach Berichten des russischen Staatsfernsehens besuchte er im April 2001 auch Höhe 776.
Sämtliche Fallschirmjäger wurden hoch dekoriert. Einundzwanzig wurden posthum mit dem Titel Held der Russischen Föderation ausgezeichnet, 63 erhielten posthum die Medaille für Tapferkeit. Einer der sechs Überlebenden wurde ebenfalls mit dem Titel Held der Russischen Föderation ausgezeichnet, die übrigen fünf erhielten die Medaille für Tapferkeit.

### Kunst
Die Ereignisse um Höhe 776 wurden in mehreren russischen Fernsehfilmen thematisiert, darunter: Russisches Opfer (russ.: Русская жертва) ein Fernsehfilm von 2008, und Durchbruch! (russ.: Прорыв), ein Film von Witali Lukin aus dem Jahr 2006. Hinzu kommen zahlreiche Werke von russischen Musikern und Dichtern.

## Belege und Verweise

### Fernsehdokumentationen
- Высота 776 (Höhe 776), Rossija 1, 2000